# Selección de fútbol de Rusia B
La selección de fútbol de Rusia B, también conocida como selección de fútbol de Rusia-2 (en ruso: Сборная команда Россия-2), es una selección de fútbol secundaria de Rusia y es controlada por la Unión de Fútbol de Rusia.

## Historia
La selección fue creada en 1997 compuesta principalmente por jugadores que militan en la Liga Premier de Rusia sin restricción de edad.
Su primera participación fue en la Copa de la CEI 1997 donde enfrentó al Kopetdag Asgabat de Turkmenistán, al que venció 4-0, al FC Slavia Mozyr de Bielorrusia al que derrotó 5-2 y luego empató 0-0 con el Skonto FC de Letonia.
La selección fue armada otra vez para la Copa de la CEI 2010 en la que perdió 0-1 con el FC Dynamo-2 Kiev de Ucrania, venció 4-2 al HTTU Ashgabat de Turkmenistán y empató 1-1 con el FCI Levadia Tallinn de Estonia. En ambas participaciones de la Copa de la CEI no era un participante oficial, por lo que no podía avanzar de la fase de grupos.
Entre 2011 y 2012 se limitaron a jugar partidos amistosos principalmente contra selecciones menores, destacando una victoria ante Lituania con marcador de 2-0 en Grozny.
Desde entonces la selección ha estado inactiva hasta que la Unión de Fútbol de Rusia determine otra cosa.

## Últimos partidos
| Fecha                    | Sede                               | Rival        | Marcador | Notas    |
| ------------------------ | ---------------------------------- | ------------ | -------- | -------- |
| 10 de agosto de 2011     | Lokomotiv Stadium, Nizhny Novgorod | Rusia U-21   | 2–1      | Amistoso |
| 05 de septiembre de 2011 | Dynamo Stadium, Bryansk            | Bielorrusia  | 0–0      | Amistoso |
| 10 de octubre de 2011    | Traktar Stadium, Minsk             | Bielorrusia  | 3–2      | Amistoso |
| 12 de noviembre de 2011  | Akhmat-Arena, Grozny               | Lituania     | 2–0      | Amistoso |
| 15 de agosto de 2012     | KAMAZ Stadium, Naberezhnye Chelny  | Bélgica U-19 | 4–0      | Amistoso |
| 09 de septiembre de 2012 | Olimp-2, Rostov-on-Don             | Turquía A2   | 4–1      | Amistoso |

## Entrenadores desde 2011
- Yuri Krasnozhan (4 de julio de 2011[4] – 26 de octubre de 2012[5])